# Stemma di Dresda
Lo stemma di Dresda apparve per la prima volta sul sigillo della città nel 1309. Il sigillo potrebbe essere antecedente ai più antichi documenti esistenti su Dresda, risalenti all'inizio del XIII secolo. Lo stemma che raffigura il leone di Meißen e le pale di Landsberg è stato utilizzato dalla città sin da allora. Le pale originali erano probabilmente blu, ma in seguito furono convertite in nere. Dal XVI secolo lo stemma fu completato da un elmo e da un mantello, ma questi caddero in disuso dall'inizio del XX secolo.

## Significato
Il leone rappresenta il Margraviato di Meissen e le pale chiamate Landsberger Pfähle rappresentano la Marca di Landsberg, entrambe a capo della città di Dresda.
Lo stemma di Lipsia è molto simile, ma presenta le pale blu.